# یدنوروژتس
یدنوروژتس (به لاتین: Jednorożec) یک روستا در لهستان است که در گمینا یدنوروژتس واقع شده‌است. یدنوروژتس ۱٬۸۰۰ نفر جمعیت دارد.

## نگارخانه

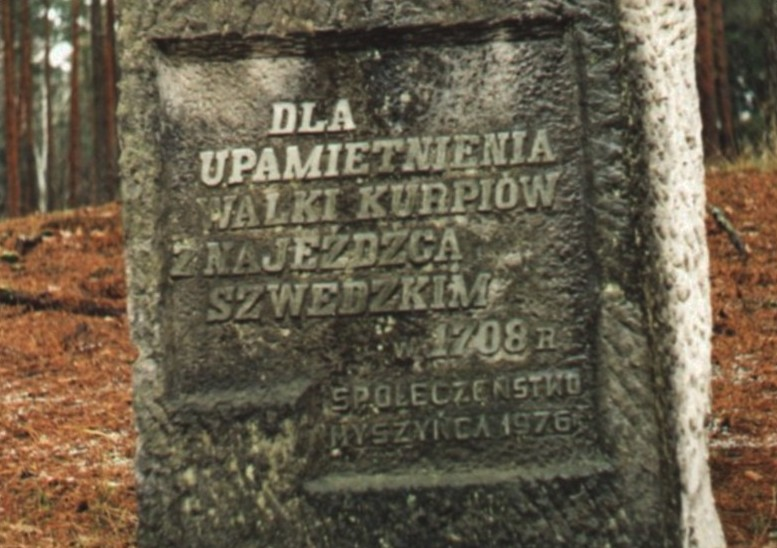